# Frédéric Clou
 (juillet 2025).
Motif : Aucune notoriété, aucune source secondaire centrée, aucun prix, aucun grand rôle
- Archive Wikiwix
- Bing
- Cairn
- DuckDuckGo
- E. Universalis
- Gallica
- Google
- G. Books
- G. News
- G. Scholar
- Persée
- Qwant
- (zh) Baidu
- (ru) Yandex
- (wd) trouver des œuvres sur Wikidata

| 1. | Préciser le motif de la pose du bandeau. | Précisez le motif de la pose du bandeau en utilisant la syntaxe suivante : {{admissibilité à vérifier\|date=août 2025\|motif=remplacez ce texte par le motif}}                     |
| 2. | Informer les utilisateurs concernés.     | Pensez à avertir le créateur de l'article, par exemple, en insérant le code ci-dessous sur sa page de discussion : {{subst:avertissement admissibilité à vérifier\|Frédéric Clou}} |

 (janvier 2022).
Frédéric Clou, né à Malo-les-Bains, dans les Hauts-de-France, est un acteur franco-belge.
Après une carrière principalement théâtrale, il poursuit sa carrière au cinéma et à la télévision depuis 2018, avec des rôles dans Baraki, Braqueurs et Ennemi public ou encore des longs métrages comme Temps mort.

## Biographie

### Jeunesse
Né à Malo-les-Bains dans les Hauts-de-France, Frédéric Clou arrive à l'âge de douze ans à Liège en Belgique. Il vit depuis 2002 à Bruxelles.

### Formation
Frédéric Clou entre au Conservatoire royal de Bruxelles où il suit sa formation d'acteur de 2002 à 2006.

### Carrière
Dès 2003 il est engagé régulièrement dans les principales grande institutions théâtrales subventionnées Bruxelloise comme le Théâtre royal du Parc, Théâtre royal des Galeries, Théâtre des Martyrs, Les Riches-Claires… Il a joué depuis une quarantaine de pièces en passant par Molière, Sarah Kane, Israel Horovitz, Marius von Mayenburg, Edmond Rostand, Barillet et Gredy, Lars Norén, Albert Camus, Oscar Wilde
 ou encore Alfred de Musset. En 2025 il incarne le rôle de Paul dans La nuit du fils de Giuseppe Santoliquido au Théâtre royal des Galeries.
Il poursuit également sa carrière au cinéma et à la télévision depuis 2018. On a pu le voir dans les séries Baraki, Braqueurs, Ennemi public ou encore Invisible ainsi que dans plusieurs longs métrages sous la direction de Benoît Mariage, Stefan Liberski, Eve Duchemin ou Dany Boon.
Il est également actif dans le milieu du doublage depuis une dizaine d'années.

## Filmographie

### Cinéma

#### Longs métrages
- 2011 : Goldman de Christophe Blanc
- 2016 : Le Voyage de Fanny de Lola Doillon
- 2016 : Even Lovers Get the Blues de Laurent Micheli.
- 2017 : Le Fidèle de Michaël Roskam
- 2017 : Une part d'ombre de Samuel Tilman
- 2018 : L'école est finie d'Anne Depetrini
- 2018 : Emma Peeters de Nicole Palo
- 2020 : Losers Revolution de Grégory Beghin et Thomas Ancora
- 2021 : À l'ombre des filles de Étienne Comar
- 2022 : Sagres de Lovisa Sirén
- 2023 : Habib, la grande aventure de Benoît Mariage
- 2023 : La Vie pour de vrai de Dany Boon
- 2023 : Temps mort d'Ève Duchemin
- 2024 : Je m'appelle Loh Kiwan de kim hee Jin
- 2024 : L'Art d'être heureux de Stefan Liberski

#### Courts métrages
- 2014 : Pièce détachée de Toussaint Colombani
- 2014 : Javotte de Sarah Hirtt.
- 2015 : Pickles de Manuella Damiens
- 2016 : Super Pedro de David Leclecq
- 2017 : Non merci de Joachim De Smedt
- 2017 : Pablo de Sergio Guataquira.
- 2018 : Leonidas de Tarek Jnib et Martin Pfister

### Télévision

#### Séries télévisées
- 2016-2023 : Ennemi public de Matthieu Frances et Gary Seghers
- 2019 : Unité 42 de Mathieu Mortelmans
- 2019 : Prise au piège de Karim Ouaret
- 2019 : Detox de Emmanuel Sapolsky et Xin Wang
- 2020 : Invisible de Geoffrey Enthoven
- 2020 : No Man's Land de Oded Ruskin
- 2021 : Les Aventures du jeune Voltaire de Alain Tasma
- 2021-2023 : Baraki de Fred Deloof, Adriana Da Fonseca, Bérangère McNeese, Adolf El Assal
- 2021 : Braqueurs de Julien Leclercq
- 2022 : L'Opéra de Stéphane Demoustier et Cécile Ducrocq
- 2024 : Une amitié dangereuse d'Alain Tasma : Jacques
- 2024 : Meurtres à Tournai de Gary Seghers : Fred

## Théâtre
- 2004 : Cyrano de Bergerac d'Edmond Rostand, mise en scène de Jean-Claude Idée, Théâtre royal des Galeries, Bruxelles.
- 2005 : La marelle d'Israel Horovitz, mise en scène d'Olivier Rosman, Zone Urbaine Théâtre, Bruxelles.
- 2005 : Caligula d'Albert Camus, mise en scène de Jean-Claude Idée, Théâtre royal des Galeries, Bruxelles.
- 2006 : Madame Sans-Gêne de Victorien Sardou, mise en scène de Bernard Lefrancq, Théâtre royal des Galeries, Bruxelles.
- 2006 : Amadeus de Peter Shaffer, mise en scène de Jean-Claude Idée, Théâtre royal du Parc, Bruxelles.
- 2007 : Jeux d'adultes dans une chambre d'enfants de Julien Vargas, mise en scène Julien Vargas et Frédéric Clou, L'Arrière-Scène, Bruxelles.
- 2007 : Il ne faut jurer de rien, d'Alfred de Musset, mise en scène de Pierre Fox, Théâtre royal du Parc, Bruxelles.
- 2007 : Le Dindon de Georges Feydeau, mise en scène de Thibaut Nève, tournée en Communauté française de Belgique.
- 2007 : Les Fourberies de Scapin de Molière, mise en scène de Christine Delmotte-Weber, Théâtre des Martyrs, Bruxelles.
- 2007 : Les Précieuses ridicules et L'Impromptu de Versailles de Molière, mise en scène de Toni Cecchinato, Théâtre royal du Parc, Bruxelles.
- 2008 : Manque de Sarah Kane, mise en scène de Maria Abecassis, Le Marni, Bruxelles.
- 2008 : Une vie d'infortune de Fabrice Gardin, mise en scène de Fabrice Gardin et Frédéric Clou, L'Arrière-Scène, Bruxelles.
- 2008 : Célimare le bien-aimé d'Eugène Labiche, mise en scène de Pierre Fox, Théâtre royal du Parc, Bruxelles.
- 2009 : Les Fourberies de Scapin de Molière, mise en scène de Christine Delmotte-Weber, tournée Communauté française de Belgique.
- 2010 : La Visite de la vieille dame de Friedrich Dürrenmatt, mise en scène de Jean-Claude Idée, Théâtre royal des Galeries, Bruxelles.
- 2011 : Crise de Lars Norén, mise en scène d'Yves Claessens, Centre Bruegel, Bruxelles.
- 2011 : Le Vicaire de Rolf Hochhuth, mise en scène de Jean-Claude Idée, Théâtre royal des Galeries, Bruxelles.
- 2012 : Printemps Arabe mise en scène d'Ulriche Gunther, Institut national supérieur des arts du spectacle et des techniques de diffusion, Bruxelles.
- 2012 : Claque de Benoît Verhaert, mise en scène de Benoît Verhaert, La Samaritaine, Bruxelles.
- 2013 : Fractal de Clément Thirion, mise en scène de Clément Thirion, Théâtre de La Balsamine, Bruxelles.
- 2014 : Perplexe de Marius von Mayenburg, mise en scène de Fabrice Gardin, Théâtre Jardin Passion, Namur.
- 2014 : Le Portrait de Dorian Gray d'Oscar Wilde, mise en scène de Patrice Mincke, Théâtre royal des Galeries, Bruxelles.
- 2015 : Je suis la mère de la mère de mon enfant d'Alizée Honoré, mise en scène de Alizée Honoré, Les Riches-Claires, Bruxelles.
- 2016 : Une heure de tranquillité de Florian Zeller mise en scène d'Yves Claessens, Théâtre royal des Galeries, Bruxelles.
- 2016 : Peau de vache de Barillet et Gredy, mise en scène de David Michels, Théâtre royal des Galeries, Bruxelles.
- 2018 : Le Dindon de Georges Feydeau, mise en scène de Thibaut Nève, Théâtre royal des Galeries, Bruxelles.
- 2020 : La Peste d'Albert Camus, mise en scène de Fabrice Gardin, Théâtre Jean Vilar, Louvain-la-Neuve.
- 2022 : Bar de Spiro Scimone, mise en scène de Fabrice Gardin, Théâtre Jardin Passion, Namur.
- 2025 : La nuit du fils de Giuseppe Santoliquido mise en scène de Sandra Raco, Théâtre royal des Galeries, Bruxelles.

## Doublage

### Cinéma

#### Films
- 2015 : On l'appelle Jeeg Robot : Biondo
- 2017 : Woody Woodpecker : voix additionnelles
- 2018 : Mara : voix additionnelles
- 2021 : Défense d'atterrir : voix additionnelles
- 2023 : Nightman : voix additionnelles

#### Films d'animation
- 2008 : Pokémon : Giratina et le Gardien du ciel
- 2009 : Pokémon : Arceus et le Joyau de vie
- 2010 : Pokémon : Zoroark, le maître des illusions
- 2011 : Pokémon : Noir – Victini et Reshiram et Pokémon : Blanc – Victini et Zekrom
- 2012 : Pokémon, le film : Kyurem vs la Lame de la justice
- 2013 : Pokémon, le film : Genesect et l'Éveil de la légende
- 2014 : Pokémon, le film : Diancie et le Cocon de l'annihilation
- 2015 : Pokémon, le film : Hoopa et le Choc des Légendes
- 2016 : Pokémon, le film : Volcanion et la Merveille mécanique
- 2017 : Pokémon, le film : Je te choisis !
- 2018 : Pokémon, le film : Le pouvoir est en nous
- 2019 : Pokémon, le film : Mewtwo contre-attaque Evolution
- 2019 : One Piece: Stampede : Foxy
- 2023 : Le Royaume des abysses : ?

### Télévision

#### Séries télévisées
- 2008-2015 : Fred et Samson : Samson [Qui ?] (2e voix)
- 2016 : Degrassi : La Nouvelle Génération : ? ( ? ) (saison 2, épisode 5)
- 2016-2019 : RIP : Fauchés et sans repos : Roofie [Qui ?]
- 2018 : Waco : Walter Graves (Michael Hyland) (mini-série)
- 2018-2019 : Penny sur M.A.R.S. : Raul Storm [Qui ?]
- depuis 2018 : Mocro Maffia : ? (?)
- 2019 : Happy! : voix additionnelles
- 2019 : Blinded (sv) : Nico Karamanlis (Arvin Kananian (sv)) (saison 1)
- 2019-2021 : La casa de papel : Martinez [Qui ?]
- 2019-2021 : Gabby Duran, baby-sitter d'extraterrestres : l'agent de sécurité [Qui ?]
- 2019-2021 : Une famille imprévisible : voix off / présentateur
- 2019 : Undercover : Serkan Bulut [Qui ?]
- 2019-2022 : Sidney au max : le vice-principal Virmani [Qui ?]
- 2020-2022 : Danger Force : Goomer (Zoran Korach)
- 2023 : Orphan Black: Echoes : ? (?)

#### Séries d'animation
- 2006-2010 : Pokémon Diamant et Perle
- 2008-2011 : Inazuma Eleven
- 2010-2013 : Pokémon Noir et Blanc
- 2019 : Arc-en-ciel Papillon Licorne Chaton
- 2017-2018 : Clarence : Chad (2e voix, saison 3)
- 2020 : Mao Mao : Héros au cœur pur : Orangusnake
- 2020 : One Piece : Ideo (2e voix), Trouduc (Daifugo en VO), Kuni, Fujin
- 2021 : Amphibia : M. Boonchuy

### Jeux vidéo
- 2010 : PokePark Wii, la Grande Aventure de Pikachu
- 2012 : PokéPark 2 : Le Monde des vœux
- 2014 : Super Smash Bros. for Nintendo 3DS / for Wii U : Amphinobi
- 2018 : Super Smash Bros. Ultimate : Amphinobi et Félinferno